# Gedenkstätten-Rundschau
Die Gedenkstätten-Rundschau ist eine  Zeitschrift, die über die im Gedenkstättenverbund Gäu-Neckar-Alb vertretenen Gedenkstätten und deren Arbeit informiert. Sie erscheint zweimal jährlich in dem in Horb ansässigen Verlag von Heinz Högerle.
Die erste Ausgabe erschien im Oktober 2008, noch vor der Gründung des Gedenkstättenverbundes Gäu-Neckar-Alb. Heinz Högerle ist Vorstand des Gedenkstättenverbundes. Seit dessen Gründung im Jahr 2010 ist die Gedenkstätten-Rundschau die gemeinsame Zeitschrift der Mitglieder des Gedenkstättenverbundes Gäu-Neckar-Alb.
Die Gedenkstätten-Rundschau präsentiert Forschungsergebnisse der Gedenkstätten-Initiativen zur Regionalgeschichte, bringt Zeitzeugenberichte und Buchhinweise sowie einen umfangreichen Veranstaltungskalender. Ältere Ausgaben können auf der Website des Gedenkstättenverbundes Gäu-Neckar-Alb als PDF heruntergeladen werden.

## Titel und Untertitel
Der Titel lautete anfangs nur Rundschau, er wurde aber schon in der zweiten Ausgabe (April 2009) auf Gedenkstätten-Rundschau umgestellt.
Der Untertitel lautete in der zweiten Ausgabe (April 2009): „Gemeinsame Nachrichten der Gedenkstätten KZ Bisingen, KZ-Gedenkstätten Eckerwald/Schörzingen und Dautmergen-Schömberg, Ehemalige Synagoge Haigerloch, Gedenkstätte KZ-Außenlager Hailfingen/Tailfingen, Alte Synagoge Hechingen, Ehemalige Synagoge Rexingen, Gedenkstätte Synagoge Rottenburg-Baisingen, Ehemalige Synagoge Rottweil, Geschichtswerkstatt Tübingen“.
In der Erstausgabe (Oktober 2008) hatte der Untertitel anders gelautet: Die Gedenkstätte KZ-Außenlager Hailfingen/Tailfingen und die Geschichtswerkstatt Tübingen waren damals noch nicht dabei; die Synagoge Rottenburg-Baisingen wurde „Synagoge Baisingen“ genannt und stand an erster Stelle der Aufzählung. Die Aufzählung der gemeinsam publizierenden Gedenkstätten änderte sich im Lauf der Zeit noch mehrmals.